# Дідилів
Діди́лів — село в Україні, у Новояричівській селищній громаді Львівського району Львівської області. До 2020 року Дідилів разом із селами Великі Підліски та Хренів були підпорядковані Дідилівській сільській раді. Населення становить 1517 осіб.

## Географія
Село розташоване над річкою Думниця, лівої притоки Полтви (басейн Західного Бугу), за 32 км від обласного центру, 32 км від районного центру та 8 км від адміністративного центру селищної громади. За 13 км знаходиться найближча залізнична станція Запитів.
Вулиці
У Дідилові налічується 17 вулиць.
- Берегова
- Гагаріна Юрія
- Заньковецької Марії
- Квітуча
- Київська
- Княгині Ольги
- Лесі Українки
- Лисенка Миколи
- Лугова
- Мала
- Молодіжна
- Незалежності
- Польова
- Стуса Василя
- Франка Івана
- Шевченка Тараса
- Червоної Калини

## Історія
Перша згадка про село подається у документі, датованому 22 січня 1398 року, за яким Ян з Тарнова, воєвода сандомирський і староста руський, свідчить, про те, що Войцех з Сулимова обміняв село Дідилів на два села Пашка з Яричова — Дново і Дрогошів. Перші документальні згадки походять із 1442 року.

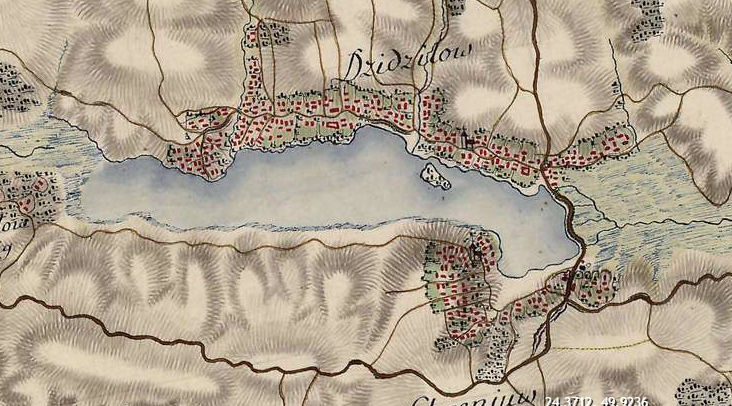
Дідилів на мапі XVIII століття. Великий став з островом, які не збереглися до наших днів

На початку XVI століття Дідилів було повністю спалено волохами, а потім татарами у 1512 році.
У 1508 році на острові посеред ставу було збудовано дерев'яний замок, який належав шляхтичам Стадницьким (останній власник — Станіслав Стадницький, якому польські історіографи через несприйняття його діяльності дали прізвисько «Диявол з Ланьцута»). Замок простояв до 1620 року, коли його спалили турки. Став спущений у XIX столітті, нині на його місці звичайні луки та поля.
З 1564 року (можливо) Дідилів був у володінні барського старости Мартина Гербурта з Фульштина.
Власником села був подільський та руський воєвода Миколай з Дідилова Гербурт.
Дідилів належав Миколаю Влодковичу, Анджей Гербурт, самбірський войський (1515). До 1620 року Жолкевським гербу Любич, потім Івану Даниловичу, королю Яну III Собєському, князям Радзивілам. У XIX столітті Дідилів спочатку належав родині Білобжеських. Після одруження Александера Шелиського на доньці власника маєтку, Александер успадкував цей  маєток і вже у другій половині XIX століття Шелиський продав маєток Бойомиру Стаженському. У 1882—1883 роках власницею маєтку була графиня Софія Стажинська, потім у 1886—1891 роках — Марія де Зихельбург Гарапіга, у 1891—1939 роках — Юліян і Володислав Черкавські.
У 1610–1617 роках в селі перебувала молдовська принцеса Маргарита зі своїми дітьми, серед них був Петро Могила — майбутній Митрополит Київський, Галицький і всієї Русі, шукаючи прихистку у своєї польської родини Станіслава Жолкевського.
1940 року село стало центром Дідилівського району, який проіснував недовго. 
Під час німецько-радянської війни Дідилів у складі дистрикту Галичина Генеральної губернії. Село було укріпленим пунктом німецької оборони. 18 липня 1944 року під час Львівсько-Сандомирської операції танкістами 54 гвардійської танкової бригади, після двох спроб контратаки з боку німців, село було звільнене.
За радянських часів на території сільської ради створений колгосп «Прогрес» з центральною садибою у селі Дідилів. Господарство спеціалізувалося на вирощуванні зернових, технічних (переважно цукровий буряк та овочевих культур, а також м'ясо-молочному тваринництві. У селі працювали восьмирічна школа та відділення середньої заочної школи, бібліотека, клуб. Усі спортивні заходи проводилися на сільському стадіоні.

## Населення
| 1882 | 934  |
| 1883 | 1068 |
| 1886 | 1142 |
| 1888 | 1184 |
| 1891 | 1223 |
| 1894 | 1246 |
| 1895 | 1258 |
| 1896 | 1284 |
| 1897 | 1312 |
| 1898 | 1316 |
| 1899 | 1320 |
| 1900 | 1318 |
| 1901 | 1326 |
| 1902 | 1329 |
| 1903 | 1330 |
| 1904 | 1336 |
| 1906 | 1446 |
| 1909 | 1482 |
| 1910 | 1482 |
| 1912 | 1498 |
| 1914 | 1543 |
| 1924 | 1315 |
| 1927 | 1315 |
| 1928 | 1365 |
| 1930 | 1315 |
| 1932 | 1560 |
| 1939 | 2130 |
| 1943 |      |
| 1968 | 1523 |
| 2001 | 1194 |
| 2021 | 1517 |

### Мова
Розподіл населення за рідною мовою за даними всеукраїнського перепису населення 2001 року був наступним:
| українська | 1192 | 99,83 |
| російська  | 2    | 0,17  |

## Інфраструктура

### Освіта
У 1880  році у селі діяла однокласна штатна школа з одним вчителем, яка належала до шкільної ради округу у Сокалі. У 1901—1927 роках у Дідилові діяла двокласна школа з руською (українською) мовою викладання, у 1928 році школа стала трикласною, у 1930 році — чотирикласною. У школі у різний час навчалося від 240 до 285 дітей. Також працювала однокласна школа з польською мовою викладання, яку відвідувало 25 дітей.
Нині тут працює заклад загальної середньої освіти I—III ступенів та дошкільної освіти с. Дідилів Новояричівської селищної ради Львівського району Львівської області, розрахований на 640 учнів.

### Транспорт
Через Дідилів курсує багато автобусів приміського сполучення, які сполучають обласний центр — місто Львів з селами і містами Львівського та Золочівського районів Львівської області. Серед них:
| 258 | АС-2 (автовокзал «Північний», м. Львів) — с. Дунів                                      |
| 500 | АС-2 (автовокзал «Північний», м. Львів) — м. Кам'янка-Бузька                            |
| 554 | АС-2 (автовокзал «Північний», м. Львів) — с. Задвір'я                                   |
| 584 | АС-2 (автовокзал «Північний», м. Львів) — с. Переволочна                                |
| 586 | АС-2 (автовокзал «Північний», м. Львів) — с. Гута                                       |
| 588 | АС-2 (автовокзал «Північний», м. Львів) — с. Безброди                                   |
| 767 | АС-2 (автовокзал «Північний», м. Львів) — с. Ожидів — с. Тур'я — с. Гутисько-Тур'янське |
| 798 | АС-2 (автовокзал «Північний», м. Львів) — с. Нивиці                                     |
| 799 | АС-2 (автовокзал «Північний», м. Львів) — с. Підкамінь                                  |
| 800 | АС-2 (автовокзал «Північний», м. Львів) — м. Броди                                      |
| 802 | АС-2 (автовокзал «Північний», м. Львів) — с. Гумниська — с. Підставки                   |

## Пам'ятки, визначні місця

### Церква Воскресіння Господнього
У шематизмах за 1903—1914 та 1932 роки подається інформація про вже існуючу дерев'яну церкву Воскресіння Господнього, що збудована у 1724 році, лише у шематизмах 1924 та 1927 років чомусь побудову давньої церкви датують 1743 роком. До 1906 року парафія належала до Буського деканату, а від 1909 року — Милятинського деканату архідієцезії (архієпархії) Львівської. Давня церква згоріла під час першої світової війни (за іншими даними у 1932 році). Натомість на її місці за кошти місцевого землевласника Володислава Черкавського у 1932—1933 роках збудована сучасна дерев'яна церква-каплиця.
Прямокутна у плані, накрита двосхилим дахом, гребінь якого завершує світловий восьмерик, накритий маленькою банею з ліхтарем і маківкою. До церкви із заходу прибудована закрита веранда-присінок, а зі сходу — гранчастий вівтар з двома симетричними ризницями. Над присінком зберігся дерев'яний балкон-проповідниця. Вочевидь, колись вона була діюча, адже на стіні ще можна побачити невеликий дзвін, який використовували для привернення уваги під час проповідей. Біля огорожі церковного подвір'я, можна побачити відкриту капличку з фігурою Пресвятої Богородиці.
В радянський час до 1990 року була під юрисдикцією Російської православної церкви. Від 1990 року церква у почерговому користуванні громад УГКЦ та ПЦУ. Останній раз церква ремонтована всередині ще у 1982 році, а ззовні — у 1995 році.
| 1882—1902 | о. Теодор Мацелюх  |
| 1902—1930 | о. Микола Піджарко |
| 1930—     | о. Іван Піджарко   |

## Археологічні розвідки
В околицях села виявлено поховання бронзової доби (початок II тисячоліття до н. е.), що належать до культури шнурової кераміки. 

## Відомі люди
Народилися
- Гуньовський Олексій Данилович — український греко-католицький священник, композитор, громадський діяч, просвітник, політв'язень, очільник Чортківської повітової національної ради ЗУНР.
- Петро Бакович — сотник Армії УНР i УГА, крайовий командант Української Військової Організації.
- Рубаха Софія Петрівна — українська радянська діячка, телятниця колгоспу «Прогрес» села Дідилів. Депутат Львівської обласної ради депутатів трудящих 15—18-го скликання.
- Танячкевич Данило Іванович — український греко-католицький священник, громадсько-політичний діяч–народовець, публіцист, почесний член «Просвіти», посол до Австрійського парламенту. Парох с. Закомар'я (1875–1906)[40].
- Швагуляк Василь Іванович (1930—2014) — український господарник, директор Красноїльського ДОКу, Сторожинецького лісокомбінату, Кам'янка-Бузького лісопаркетного комбінату; створив музей.
- Швагуляк Михайло Миколайович (нар. 1936) — український історик, фахівець з модерної історії європейських країн.

Пов'язані із селом
- Микола Гриньків (нар. 1888) — стрілець 1-ї сотні Українських січових стрільців.
- Пасєка Ольга Михайлівна — українська радянська діячка, новатор сільськогосподарського виробництва, ланкова колгоспу імені Щорса («Прогрес») Кам'янка-Бузького району Львівської області. Герой Соціалістичної Праці.

Поховані
- Борачок Петро (1900–1919) ― січовий стрілець.

Могила січового стрільця Петра Борачка на місцевому цвинтарі села Дідилів
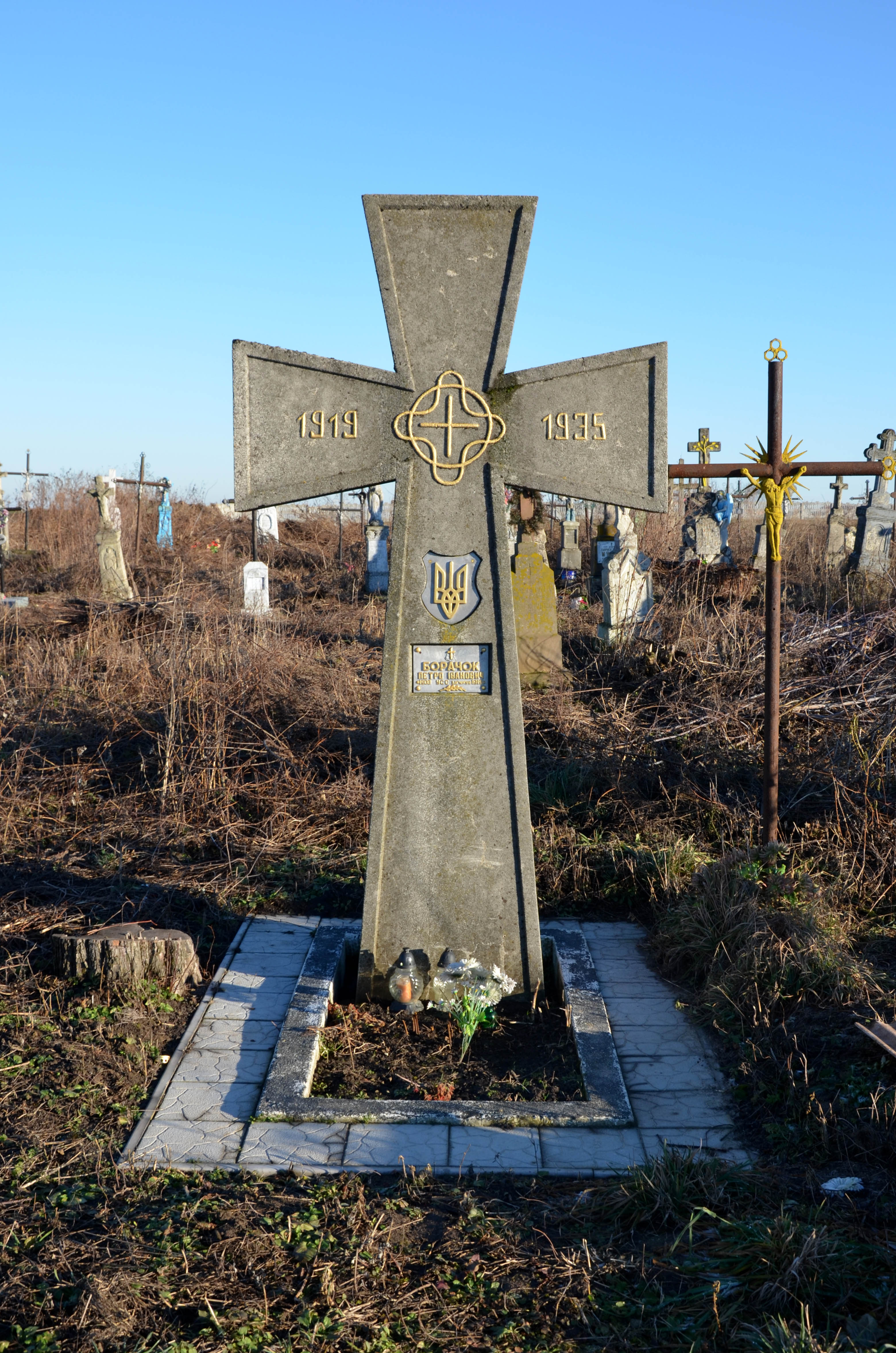
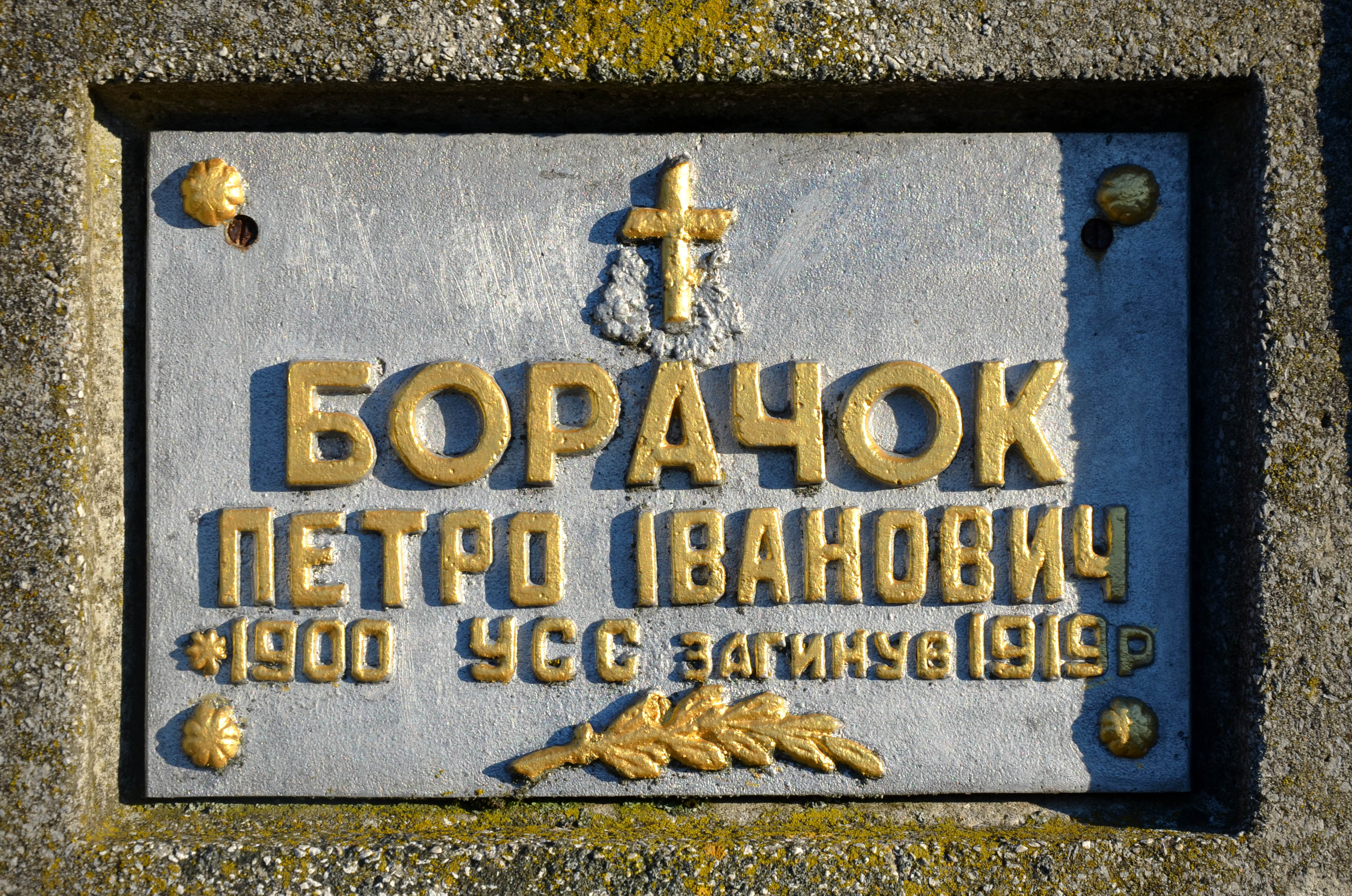
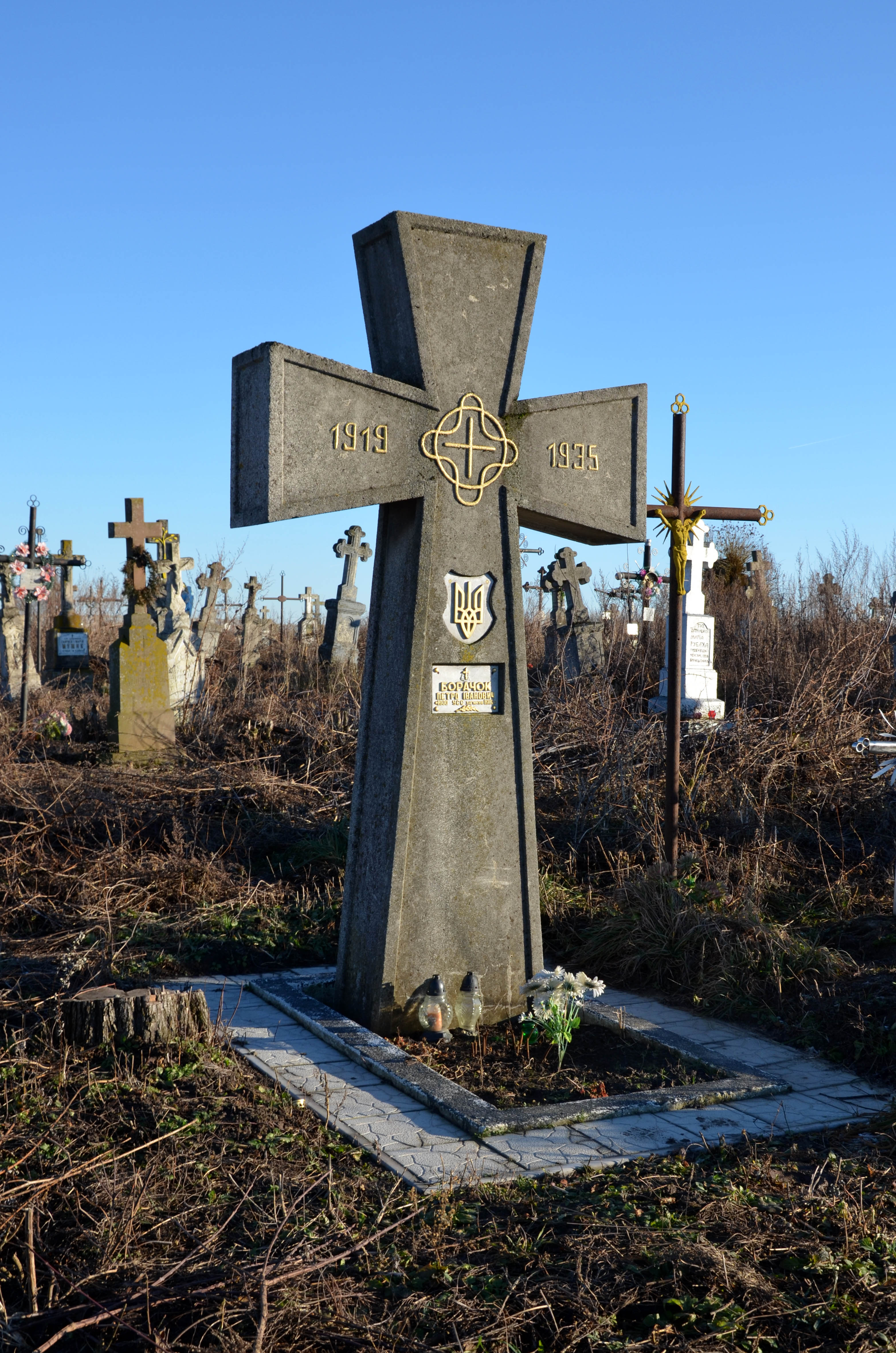